# Raul Hilberg
Raul Hilberg, född 2 juni 1926 i Wien, Österrike, död 4 augusti 2007 i Williston, Vermont, USA, var en amerikansk-österrikisk historiker. Han är framför allt känd för verket The Destruction of the European Jews i tre volymer som kom ut för första gången 1961. Det betraktas som ett av de viktigaste verken i studiet av nazisternas "slutgiltiga lösning". Hilberg valdes in i den amerikanska konst- och vetenskapsakademin den 26 april 2005.

## Biografi
Hilberg föddes i Wien i en polsk-rumänsk judisk familj och flydde via Frankrike till Kuba den 1 april 1939, ett år efter Anschluss. Hans far hade arresterats av nazisterna men släppts tack vare sina insatser i första världskriget. Efter fyra månader på Kuba kom familjen Hilberg till USA och bosatte sig i Brooklyn, New York. 
1944 kallades Hilberg att tjänstgöra i den amerikanska armén. Han tjänstgjorde i den 45. amerikanska infanteridivisionen men hans kunskaper i tyska och hans akademiska kunskaper gjorde snart att han flyttades till dokumentationsavdelningen som undersökte arkiv runt om i Europa. Hans upptäckt av Hitlers bibliotek i München ledde honom att senare studera förintelsen.
Åter som civil avlade Hilberg kandidatexamen i statsvetenskap på Brooklyn College 1948. Under en kurs som leddes av Hans Rosenberg blev Hilberg mycket förvånad när hans lärare gjorde uttalandet: "Den värsta förbrytelsen mot en civilbefolkning i modern tid inträffade under Napoleons ockupation av Spanien." Den unge Hilberg avbröt föreläsningen och frågade varför mordet på 6 miljoner judar inte räknades. Rosenberg svarade att det var komplicerat men att hans föreläsningar handlade om tiden fram till 1930 och att historia inte inbegriper nutid. Denna typ av attityd, till och med från en tysk-judisk immigrant, gjorde Hilberg än mer beslutsam att arbeta med ämnet.
Hilberg fortsatte med en magister- (1950) och doktorsexamen (1955) på Columbia University. Under tiden fick han en temporär tjänst 1951 med att arbeta med krigsdokumentationsprojektet som leddes av Fritz Epstein. Han valde att författa sin doktorsavhandling under handledning av Franz Neumann, författare till en inflytelserik krigstida studie av den tyska totalitära staten. Hilberg fick sin första akademiska anställning på University of Vermont 1955 och flyttade dit i januari 1956.
Det mesta av Hilbergs undervisning, fram till 1991 då han blev professor emeritus, skedde på University of Vermont, där han arbetade på avdelningen för statsvetenskap. År 2006 instiftade University of Vermont titeln Raul Hilberg Distinguished Professorship of Holocaust Studies som 2008 utnämndes Francis R. Nicosia. För sitt viktiga bidrag till historiografin rörande förintelsen tilldelades Hilberg Bundesverdienstkreuz, den finaste utmärkelsen i Tyskland som kan ges till en icke-tysk.
Hilberg avled vid 81 års ålder den 4 augusti 2007 till följd av lungcancer.